# Liste der Monuments historiques in Bourbourg
Die Liste der Monuments historiques in Bourbourg führt die Monuments historiques in der französischen Gemeinde Bourbourg auf.

## Liste der Bauwerke
| Bezeichnung                      | Beschreibung                                     | Standort                                    | Kennzeichnung | Schutzstatus | Datum | Bild           |
| -------------------------------- | ------------------------------------------------ | ------------------------------------------- | ------------- | ------------ | ----- | -------------- |
| Chor der Kirche St-Jean-Baptiste | Erbaut im 18. Jahrhundert                        | (Lage)                                      | PA00107383    | Classé       | 1920  | weitere Bilder |
| Hospice Saint-Jean               |                                                  | 21, place des Fusillés-et-Résistants (Lage) | PA00107384    | Inscrit      | 1983  |                |
| Haus von Edmond de Coussemaker   | Erbaut in der ersten Hälfte des 19. Jahrhunderts | (Lage)                                      | PA59000105    | Inscrit      | 2004  |                |
| Fischmarkt                       |                                                  | 1, rue Pasteur 2, rue de Dunkerque (Lage)   | PA00107385    | Inscrit      | 1983  |                |
| Gefängnis                        | Erbaut 1754                                      | 29, Grand-Place (Lage)                      | PA00107386    | Inscrit      | 1972  |                |

## Liste der Objekte
- Monuments historiques (Objekte) in Bourbourg in der Base Palissy des französischen Kultusministeriums